# Lista de vereadores de Nova Almeida
Esta lista mostra os vereadores de Nova Almeida, antigo município do estado do Espírito Santo. O primeiro nome de cada lista corresponde ao presidente da Câmara e o segundo, ao vice-presidente.

## Legislatura de 1921
|   | Nome                       |
| - | -------------------------- |
| 1 | Hermínio Jorge de Castro   |
| 2 | Felismino Pinto Loureiro   |
| 3 | Anthero Rocha Pimentel     |
| 4 | Ernesto Trancoso de Lyrio  |
| 5 | Virgínio dos Santos Simões |

## Legislatura de 1889
|   | Nome                             |
| - | -------------------------------- |
| 1 | Joaquim Manoel de Almeida Mattos |
| 2 | José Rodrigues Bermude           |
| 3 | Egydio de Azeredo Rangel         |
| 4 | Luiz de Sant'Anna Ribeiro        |
| 5 | Manoel Soares Leite Vidigal      |
| 6 | Manoel Ferreira de Moraes        |
| 7 | Manoel Vicente Pereira Pinto     |

## Legislatura de 1884–1886
|   | Nome                                  |
| - | ------------------------------------- |
| 1 | Eduardo de Mello Coutinho Mercier     |
| 2 | Dionysio Soares do Patrocínio Vidigal |
| 3 | Aurélio Paiva das Neves               |
| 4 | Antônio Ribeiro da Costa Santos       |
| 5 | Antônio das Neves Costa               |
| 6 | Joaquim Manoel de Almeida Mattos      |
| 7 | João Pereira de Jesus                 |